# اليوم الدولي لإحياء ذكرى كارثة تشيرنوبل
لرفع مستوى الوعي حول العواقب طويلة الأجل لكارثة تشيرنوبل، قررت الجمعية العامة للأمم المتحدة تخصيص يوم 26 أبريل الدولي لإحياء ذكرى كارثة تشيرنوبل، الذي سيعقد كل عام اعتبارًا من عام 2017.

## اليوم الدولي لإحياء ذكرى كارثة تشيرنوبل
في 8 ديسمبر 2016، أصدرت الجمعية العامة للأمم المتحدة قرارًا حدد يوم السادس والعشرين من أبريل باعتباره اليوم الدولي لإحياء ذكرى كارثة تشيرنوبل. أقرت الجمعية العامة بأن «تشيرنوبل انتقلت بعد 30 عاما من حالة الطوارئ إلى الانتعاش والتنمية الاقتصادية والاجتماعية المستدامة للأراضي المتضررة»، ودعت «جميع الدول الأعضاء والوكالات المختصة في منظومة الأمم المتحدة وغيرها المنظمات الدولية، وكذلك المجتمع المدني، للاحتفال باليوم».

## روابط خارجية
- الموقع الرسمي لليوم الدولي لإحياء ذكرى كارثة تشيرنوبيل